# Josefine Kratz
Josefine Kratz, verheiratete Josefine Kratz-Lohse (1. Februar 1876 in Wien – 13. Juli 1906 in Köln) war eine österreichische Opernsängerin (Sopran).

## Leben
Kratz, die Tochter eines Kaufmanns, wurde von Rosa von Andrassy-Erl für die Sängerinnenlaufbahn ausgebildet und betrat 1895 am Hoftheater von Totis das erste Mal die Bühne. Ihr eigentliches Bühnendebüt fand 1896 in Straßburg als „Mignon“ statt. Dort lernte sie Otto Lohse kennen und wurde dessen dritte Ehefrau. In Straßburg wirkte sie bis 1902. 1901 erschien sie auch als Gast am Hofoperntheater in Wien („Elsa“).
Ab 1904 sang sie am Opernhaus von Köln, starb aber bereits zwei Jahre später überraschend auf dem Höhepunkt ihrer Karriere, vermutlich durch eigene Hand. Gastspiele führten sie an die Hoftheater von Mannheim und Karlsruhe und an weitere führende deutsche Theater.